# Moorhusen (Wilstermarsch)
Moorhusen er en by og kommune i det nordlige Tyskland, beliggende i Amt Itzehoe-Land under Kreis Steinburg. Kreis Steinburg ligger i den sydvestlige del af delstaten Slesvig-Holsten.

## Geografi
Moorhusen ligger omkring 10 kilomeer nordvest for Itzehoe på grænsen mellem marsk og geest. I den nordlige del af kommunen ligger et hjørne af naturschutzgebietet Herrenmoor.